# ایست فرویو (داکوتای شمالی)
ایست فرویو(به انگلیسی: East Fairview) شهری در ایالت داکوتای شمالی کشور ایالات متحده آمریکا است که جمعیت آن در سرشماری سال ۲۰۱۰ میلادی، ۷۶ نفر بوده‌است.